# アリエル (アニメ)
アリエル（Ariel）は、2024年6月27日からディズニージュニアで放送されているアメリカ合衆国のテレビアニメ。日本では2024年7月15日から「アリエル にんぎょのおはなし」という短編アニメをディズニー・チャンネルのディズニージュニア枠で放送し、同年8月26日からテレビシリーズを放送する。これはリトル・マーメイドのアリエルを幼児化させた作品であり、1992年に製作されたアニメ版に続いて2作目となる。

## キャラクター
人魚たちは黒人で描かれており、2023年映画版をイメージにしている。
アリエル
声 - ミカル・ミシェル・ハリス、吹 - 中野さいま
本作の主人公、黒人の女の子。
セバスチャン
声 - ケビン・マイケル・リチャードソン、吹 - 吉田勝哉
トリトン
声 - テイ・ディグス、吹 - 菊池康弘
アリエルの父、アトランティスの王である。
フランダー
声 - グレーセン・ニュートン、吹 - 芽衣
アリエルの友達のお魚さん。
アースラ
声 - アンバー・ライリー、吹 - 八百屋杏
海の魔女と呼ばれ、トリトンの妹でアリエルの叔母。映画版とは異なり、アリエルの敵にはならない。
ルシア
声 - エリザベス・フェニックス・キャロ、吹 - 依田菜津
アリエルとは仲の良い友達。
ラビ
声 - パラヴェス・チーナ、吹 - 近松孝丞
タコ、アリエルの知り合い。
アヤーナ
声 - ダナ・ヘイス、吹 - 柚木尚子
アラーナの妹、アリエルの姉。
アラーナ
声 - ジェシカ・ミカイラ、吹 - 中村美怜
アヤーナの妹、アリエルの姉。
ファーニー
声 - クルーズ・フラテュー、吹 - 紫月くるみ

## エピソード

### TVシリーズ
| #  | 邦題                      | 原題                    | 放送日         | 放送日         |
| -- | ------------------------- | ----------------------- | -------------- | -------------- |
| 1  | アトランティカのひ        | Atlantica Day           | 2024年 8月26日 | 2024年 6月27日 |
| 1  | フランダーのレース        | A Winner's Spirit       | 2024年 8月26日 | 2024年 6月27日 |
| 2  | アースラの まほうキャンプ | Ursula's Magic Camp     | ?              | 2024年 6月27日 |
| 2  | ファーニーのほん          | Fernie's Notebook       | ?              | 2024年 6月27日 |
| 3  | どうくつ どろぼう         | Crystal Cavern Caper    | ?              | 6月28日        |
| 3  | とくべつな はた           | A Banner Moment         | ?              | 6月28日        |
| 4  | おわらない おとまりかい   | The Endless Sleepover   | ?              | 7月5日         |
| 4  | パパとむすめのディナー    | Daddy Daughter Dinner   | ?              | 7月5日         |
| 5  | まねっこジュエルズ        | Copy Catfish            | ?              | 7月12日        |
| 5  | セバスチャンの きゅうじつ | Happy Crabby Day        | ?              | 7月12日        |
| 6  | チームワーク              | Smoothie Shake-Up       | ?              | 7月19日        |
| 6  | かぞくしゃしんのひ        | Family Picture Day      | ?              | 7月19日        |
| 7  | ベビーシッター            | The Cuttlebaby Sitter   | ?              | 7月26日        |
| 7  | フランダーはリーダー      | Flounder the Leader     | ?              | 7月26日        |
| 8  | おそうじチーム            | The Clean Team          | ?              | 8月2日         |
| 8  | はずかしがりやの かい     | Clamming Up             | ?              | 8月2日         |
| 9  | うたうイルカ              | The Singing Dolphin     | ?              | 8月9日         |
| 9  | ハッピー・パタ・パチ      | The Happy Patty Clap    | ?              | 8月9日         |
| 10 | ラビとナビ                | Ravi and Navi           | ?              | 8月16日        |
| 10 | シェフ・フランダー        | Chef Flounder           | ?              | 8月16日        |
| 11 | ベンベのだいぼうけん      | The Brave Little Goby   | ?              | 8月30日        |
| 11 | ちびっこトリトン          | Kid Triton              | ?              | 8月30日        |
| 12 | アリエルの つくりばなし   | Ariel's Tall Mer-Tale   | ?              | 9月6日         |
| 12 | あばれんぼうのレミー      | Remy, the Houseguest    | ?              | 9月6日         |
| 13 | ラ・シレヌスカ            | La Sirenusca            | ?              | 9月30日        |
| 13 | あたらしい せんせい       | Substitute Sebastian    | ?              | 9月30日        |
| 14 | ほらあなのモンスター      | The Kite Monster        | ?              | 10月4日        |
| 14 | まほうのかがみ            | The Spooky Mirror Trick | ?              | 10月4日        |

### 短編:アリエル にんぎょのおはなし
Youtubeのディズニー公式でも配信されている。
| #  | 邦題                        | 原題 | 放送日         |
| -- | --------------------------- | ---- | -------------- |
| 1  | キラキラの ひみつ           | ?    | 2024年 7月15日 |
| 2  | おくちにチャックゲーム      | ?    | 2024年 7月15日 |
| 3  | さがしもののゆくえ          | ?    | 2024年 7月15日 |
| 4  | アリエルの おしろしょうかい | ?    | 2024年 7月15日 |
| 5  | なかよしスムージー          | ?    | 2024年 7月15日 |
| 6  | おしゃれおたすけタイム      | ?    | 2024年 7月15日 |
| 7  | ファッションショーごっこ    | ?    | 2024年 7月15日 |
| 8  | アースラおばさん            | ?    | 2024年 7月15日 |
| 9  | トランペットフィッシュ      | ?    | 2024年 7月15日 |
| 10 | とまらないシャックリ        | ?    | 2024年 7月15日 |

## 特別放送
アリエルとうたおう！うみの日パーティー（2024年7月15日）
海の日を記念し、8時30分～16時15分に第1話から第10話の短編エピソードを初放送。
ディズニー・チャンネル プリンセス・ウィーク（2024年8月26日）
TVシリーズの第1話を月曜10時00分と12時30分に初放送。

## 日本語版スタッフ
- 翻訳 - おぐちゆり
- 演出 - 羽田野千賀子
- 音楽演出 - 市之瀬洋一
- 録音制作 - グロービジョン